# Sarah Paulson
Sarah Catharine Paulson, född 17 december 1974 i Tampa i Florida, är en amerikansk skådespelare.
Paulson har Golden Globe-nominerats för sin roll Harriet Hayes i TV-serien Studio 60 on the Sunset Strip och för rollen som Nicolle Wallace i TV-filmen Game Change. Hon har även Emmy-nominerats för Game Change och American Horror Story: Asylum. Vid Golden Globe-galan 2017 vann hon pris för sin roll i Fallet O.J. Simpson: American Crime Story.

## Filmografi

### Filmer
| År   | Titel                     | Roll             | Övrigt |
| ---- | ------------------------- | ---------------- | ------ |
| 1997 | Levitation                | Acey             |        |
| 1999 | Held Up                   | Mary             |        |
| 1999 | Den första kärleken       | Heather Tate     |        |
| 2000 | Vad kvinnor vill ha       | Annie            |        |
| 2002 | Bug                       | Eilleen          |        |
| 2003 | Down with Love            | Vikki Hiller     |        |
| 2005 | Serenity                  | Dr. Caron        |        |
| 2005 | Swimmers                  | Merrill          |        |
| 2006 | Griffin and Phoenix       | Peri             |        |
| 2006 | Diggers                   | Julie            |        |
| 2006 | The Notorious Bettie Page | Bunny Yeager     |        |
| 2008 | The Spirit                | Ellen Dolan      |        |
| 2011 | New Year's Eve            | Grace Schwab     |        |
| 2012 | Game Change               | Nicolle Wallace  |        |
| 2012 | Mud                       | Mary Lee         |        |
| 2013 | 12 Years a Slave          | Mary Epps        |        |
| 2015 | Carol                     | Abby Gerhard     |        |
| 2018 | Ocean's 8                 | Tammy            |        |
| 2018 | Bird Box                  | Jessica          |        |
| 2019 | Glass                     | Dr. Ellie Staple |        |
| 2020 | Run                       | Diane Sherman    |        |

### Television
| År   | Titel                                     | Roll                                               | Övrigt                                                                                                |
| ---- | ----------------------------------------- | -------------------------------------------------- | --- |
| 1994 | Law & Order                               | Maggie Conner                                      | |
| 1995 | American Gothic                           | Merlyn Temple                                      | |
| 1995 | Friends at Last                           | Diana, age 21                                      | |
| 1996 | Shaughnessy                               |                                                    | |
| 1997 | Cracker                                   | Nina                                               | |
| 1998 | The Long Way Home                         | Leanne Bossert                                     | |
| 1999 | Jack & Jill                               | Elisa Cronkite                                     | |
| 2001 | Touched by an Angel                       | Zoe                                                | |
| 2001 | Metropolis                                | Audrey                                             | |
| 2002 | Path to War                               | Luci Baines Johnson                                | |
| 2002 | Leap of Faith                             | Faith Wardwell                                     | |
| 2004 | Nip/Tuck                                  | Agatha Ripp                                        | |
| 2004 | The D.A.                                  | Chief Dep. Dist. Atty. Lisa Patterson              | |
| 2005 | Deadwood                                  | Alice Isringhausen                                 | |
| 2006 | Studio 60 on the Sunset Strip             | Harriet Hayes                                      | Nominerad för bästa skådespelerska, Golden Globe Nominerad för bästa skådespelerska, Satellite awards |
| 2006 | A Christmas Wedding                       | Emily                                              | |
| 2007 | Desperate Housewives                      | Lydia Lindquist                                    | |
| 2009 | Cupid                                     | Dr. Claire Allen                                   | |
| 2011 | American Horror Story: Murder House       | Billie Dean Howard                                 | |
| 2012 | American Horror Story: Asylum             | Lana Winters                                       | |
| 2013 | American Horror Story: Coven              | Cordelia Foxx                                      | |
| 2014 | American Horror Story: Freak Show         | Bette And Dot Tattler                              | |
| 2015 | American Horror Story: Hotel              | Hypodermic Sally                                   | |
| 2016 | Fallet O.J. Simpson: American Crime Story | Marcia Clark                                       | |
| 2018 | American Horror Story: Apocalypse         | Billie Dean Howard Cordelia Foxx Wilhemina Venable | Paulson regisserade också en av säsongens episoder, som markerade hennes regissörsdebut.              |
| 2020 | Mrs. America                              |                                                    | |
| 2020 | Ratched                                   | Mildred Ratched                                    | |
| 2021 | Impeachment: American Crime Story         | Linda Tripp                                        | |